# 白崎昭一郎
白崎 昭一郎（しらさき　しょういちろう、1927年1月17日 - 2014年8月3日）は、作家、歴史家、医師。

## 人物・来歴
東京生まれ。1950年京都大学医学部卒。開業医、福井保健所長、福井工業大学教授、97年定年退職。『福井県史』古代史部会の副部会長などを務めた。

## 著書
- 『継体天皇の研究』福井県郷土誌懇談会 1972
- 『埋もれた王国 古代を追う人々』大和書房 1977.7
- 『東アジアの中の邪馬台国』芙蓉書房 1978.7
- 『越前若狭の古代史』福井県郷土誌懇談会 (福井県郷土新書)　1980
- 『橋本左内』毎日新聞社 1988.5
- 『広開土王碑文の研究』吉川弘文館 1993.6
- 『山川登美子と明治歌壇』吉川弘文館 1996.11
- 『森鷗外 もう一つの実像』吉川弘文館 (歴史文化ライブラリー) 1998
- 『正伝・松平春嶽』東京新聞出版局 2002.5
- 『「明石人」と直良信夫』雄山閣 2004.1
- 『樋口一葉日記の世界』鳥影社 (季刊文科コレクション) 2005
- 『継体天皇の実像』雄山閣 2007.3

## 参考
- 文藝年鑑2007
- http://bookweb.kinokuniya.co.jp/htm/4639019645.html